# Onthophagus miyakei
Onthophagus miyakei é uma espécie de inseto do género Onthophagus, família Scarabaeidae, ordem Coleoptera.

## História
Foi descrita cientificamente por Ochi & Araya em 1992.